# Мембранная парадигма
В физике чёрных дыр мембра́нная паради́гма является полезной моделью для визуализации и вычисления эффектов, предсказываемых общей теорией относительности, без прямого рассмотрения области, окружающей горизонт событий чёрной дыры. В этой модели чёрная дыра представляется как классическая излучающая поверхность (или мембрана), достаточно близкая к горизонту событий — растя́нутый горизо́нт. Этот подход к теории чёрных дыр был разработан Кипом Торном, Ричардом Прайсом и Дугласом Макдональдом.
Результаты, полученные с помощью такого подхода, считаются достаточно надёжными.

Чёрная дыра — это сгусток гравитации, на её горизонте нет вещества. Несмотря на это, горизонт выглядит для внешнего наблюдателя (вне чёрной дыры) и ведёт себя как физическая мембрана, сделанная из двумерной вязкой жидкости с определёнными механическими, электрическими и термодинамическими свойствами. Эта удивительная точка зрения, при которой горизонт рассматривается как мембрана, известна как мембранная парадигма (мембранный подход) (см. книгу Торна и др. [1] для ознакомления с более детальным изложением этого вопроса). В соответствии с этим подходом, взаимодействие горизонта с окружающей Вселенной описывается знакомыми законами для жидкости горизонта, например, уравнением Навье-Стокса, уравнениями Максвелла, уравнением приливной силы и уравнениями термодинамики. Очень важно подчеркнуть, что мембранная парадигма не есть метод приближения или некоторая аналогия. Это точный формализм, который даёт те же самые результаты, что и стандартный формализм общей теории относительности. Так как законы, определяющие поведение горизонта, имеют привычный вид, они являются мощным средством для интуитивного понимания и количественного расчёта поведения чёрных дыр в сложных ситуациях.— И. Д. Новиков, В. П. Фролов «Чёрные дыры во Вселенной»

## Электрическое сопротивление
Применению Торном (1994) этого подхода к физике чёрных дыр предшествовало выявление Ханни, Руффини, Уолдом и Коэном в начале 1970-х годов того факта, что, так как электрически заряженная частица, падающая на чёрную дыру, для внешнего наблюдателя будет казаться зависшей непосредственно над горизонтом событий, её электрическое поле продолжит быть наблюдаемым и по нему можно будет определить местоположение частицы. Если чёрная дыра вращается, она будет увлекать частицу вместе с собой, создавая тем самым простейшую динамо-машину.
Дальнейшие вычисления позволили получить такое свойство чёрной дыры, как эффективное электрическое сопротивление. Так как линии поля уходят под горизонт событий, а общая теория относительности утверждает, что невозможны никакие динамические взаимодействия, проходящие сквозь горизонт событий, было разумно ввести поверхность, лежащую непосредственно над горизонтом, и говорить, что эти линии поля принадлежат ей.

## Хокинговское излучение
Будучи введённым для описания электрических характеристик горизонта, этот подход впоследствии был применён для моделирования эффекта, предсказываемого квантовой механикой — Хокинговского излучения.
В системе координат удалённого неподвижного наблюдателя, излучение Хокинга обычно описывается как эффект квантовомеханического рождения пар частиц (основанный на принципе виртуальных частиц), но для расположенного близко к горизонту неподвижного наблюдателя этот эффект должен проявляться как чисто классическое излучение «действительных» частиц. В «мембранной парадигме» чёрная дыра описывается с точки зрения этого покоящегося наблюдателя и, так как его система координат оканчивается при r=2M (в ОТО наблюдатель не может быть под или на горизонте событий), это излучение рассматривается как порождаемое бесконечно тонким слоем «горячего» вещества на или непосредственно над критическим радиусом r=2M, где система координат обрывается.
Как и в электрическом случае, мембранная парадигма здесь оказывается удобной из-за того, что описываемые эффекты имеют место вплоть до самого горизонта, но из-за ограничений ОТО не могут пересекать сам горизонт. Использование воображаемой мембраны, лежащей на горизонте, позволяет моделировать эти процессы в рамках классической физики, обходя эти ограничения.
В 1986 году Кип Торн, Ричард Прайс и Д. Макдональд опубликовали сборник работ разных авторов, использующих рассматриваемую идею: «Чёрные дыры: мембранная парадигма».